# Argano

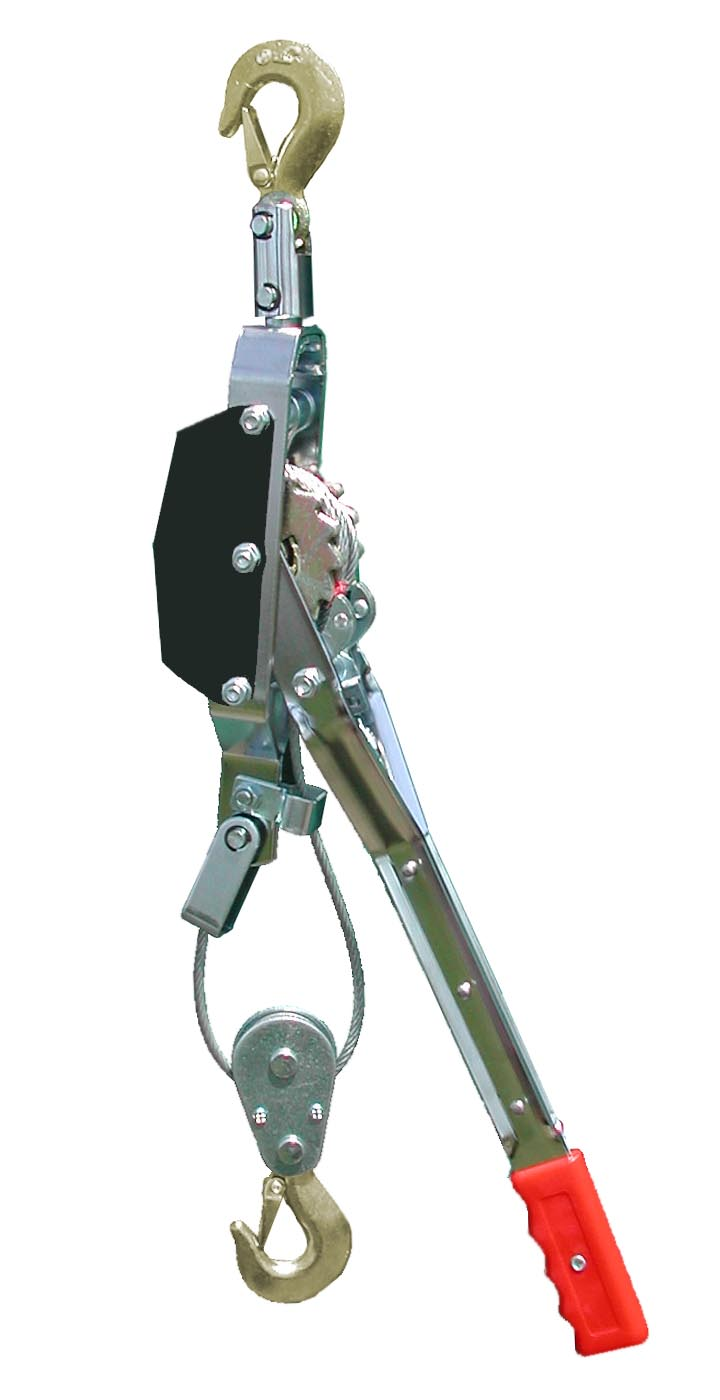
Argano azionato a mano

L'argano è una macchina che può applicare forze verticali per sollevare carichi o forze orizzontali per trascinarli. Queste forze sono impartite per mezzo di un organo di trazione (ad esempio un motore elettrico). 

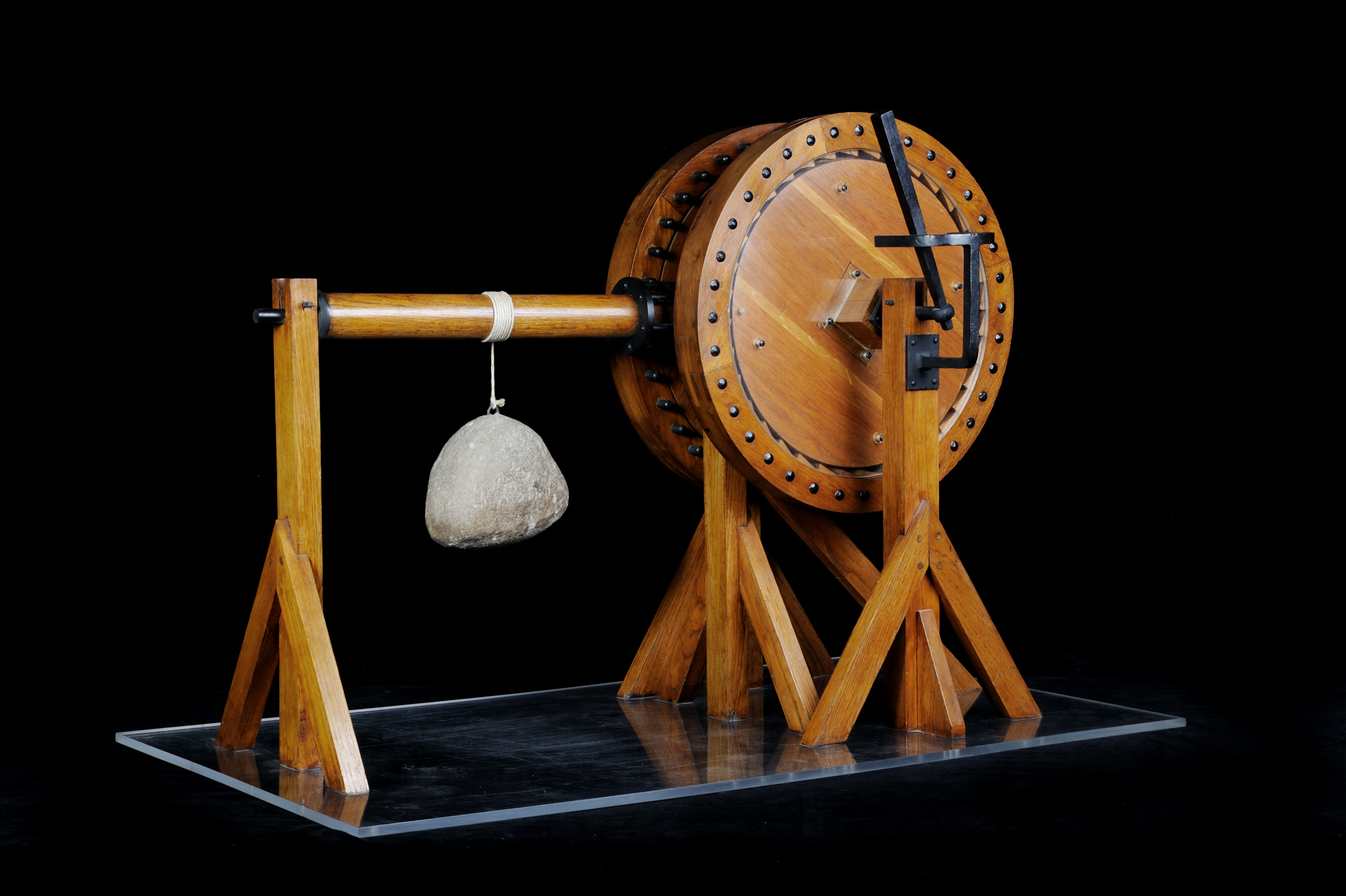
Argano per sollevare pesi ideato da Leonardo da Vinci (Codice Atlantico, foglio 30v., 1480 ca.). Ricostruzione esposta al Museo nazionale della scienza e della tecnologia Leonardo da Vinci di Milano

## Caratteristiche
L'argano deriva da una macchina semplice, detta "verricello", che consiste in un cilindro e una ruota fissati l'uno all'altro e ruotanti attorno a un asse comune. Le due forze {\displaystyle F_{m}} (forza motrice) e {\displaystyle F_{r}} (forza resistente) agiscono mediante funi rispettivamente sulla ruota e sul cilindro.
In linea di principio, l'argano può essere usato per trascinare o sollevare grandi pesi utilizzando la sola forza manuale.
Viene dotato di un sistema a ruota libera o equivalenti per evitare che il carico cada nel caso venga a mancare la forza di sollevamento.

## Calcolo della condizione di equilibrio
La condizione di equilibrio si ottiene quando i prodotti tra le forze {\displaystyle F_{m}} (forza motrice) e {\displaystyle F_{r}}(forza resistente) e le lunghezze dei rispettivi bracci (in questo caso il raggio della ruota {\displaystyle R} e il raggio della base del cilindro {\displaystyle C}), ovvero i due momenti, sono uguali:
{\displaystyle F_{m}R=F_{r}C}
Da questa formula si deduce che il rapporto tra forza motrice e forza resistente è uguale al reciproco del rapporto tra i due bracci. Tale macchina semplice è vantaggiosa in quanto, costruttivamente, il braccio C è minore del braccio R.